# 7623 Stamitz
7623 Stamitz este un asteroid din centura principală de asteroizi.

## Descriere
7623 Stamitz este un asteroid din centura principală de asteroizi. A fost descoperit pe 17 octombrie 1960 la Observatorul Palomar de Cornelis Johannes van Houten, Ingrid van Houten-Groeneveld și Tom Gehrels. Asteroidul prezintă o orbită caracterizată de o semiaxă mare de 3,19 ua, o excentricitate de 0,12 și o înclinație de 2,4° în raport cu ecliptica.